# 霧鎖危情
《霧鎖危情》（英語：Gorillas in the Mist）是一部於1988年上映的美国传记劇情片，由迈克尔·艾普特执导，雪歌妮·薇佛、布萊恩·布朗主演，由环球影业發行。这部电影根據哈罗德·T·P·海耶斯的文章以及戴安·弗西的真人真事改編。影片讲述的是戴安·弗西来到非洲研究濒临灭绝的山地大猩猩的故事。雪歌妮·薇佛憑藉該電影獲得第46届金球奖金球奖剧情类电影最佳女主角，莫里斯·賈爾憑藉該電影获得金球奖最佳原创配乐奖。

## 外部連結
- 互联网电影数据库（IMDb）上《Gorillas in the Mist》的资料（英文）
- TCM电影资料库上《Gorillas in the Mist》的资料（英文）
- AllMovie上《Gorillas in the Mist》的资料（英文）
- Box Office Mojo上《Gorillas in the Mist》的資料（英文）